# شب آرام (فیلم ۲۰۲۳)
شب آرام یا شب مرگبار (به انگلیسی: Silent Night) یک فیلم اکشن و انتقام‌جویانه آمریکایی محصول سال ۲۰۲۳ به کارگردانی جان وو و نویسندگی رابرت آرچر لین است. در این فیلم یوئل کینامان، کید کادی، هارولد تورس و کاتالینا ساندینو مورنو ایفای نقش می‌کنند، هیچ دیالوگی در این فیلم دیده نمی‌شود. فیلمبرداری اصلی در آوریل ۲۰۲۲ در مکزیکوسیتی آغاز شد. این اولین فیلم بلند آمریکایی جان وو پس از دستمزد (۲۰۰۳) است.

## داستان
برایان گودلاک یک برقکار است که در شهر خیالی لاس پالوماس تگزاس به همراه همسرش سایا و پسر خردسالش تیلور مایکل زندگی شادی را پشت سر می‌گذارد. در شب کریسمس سال ۲۰۲۱، برایان و تیلور در حال استفاده از یک دوچرخه جدید در چمن جلویی خود هستند. آنها در میان یک جنگ گروهی در تیراندازی متقابل گرفتار می‌شوند و تیلور کشته می‌شود. برایان بلافاصله سعی می‌کند تا گانگسترها را بگیرد و بکشد ولی رهبر یکی از باندها، به گردن او شلیک می‌کند و او را رها می‌کند. برایان زنده می‌ماند، اما تارهای صوتی او به شدت آسیب دیده‌است. برایان و سایا از مرگ تیلور غصه می‌خورند و سایا سعی می‌کند از نظر عاطفی از برایان در طول بهبودی جسمانی او حمایت کند، اما برایان سرد و دور می‌شود و فقط بر روی انتقام گرفتن از تیلور تمرکز می‌کند.

## تولید
تصویربرداری اصلی در آوریل ۲۰۲۲ در مکزیکوسیتی آغاز شد. و فیلمبرداری در ۱۷ مه ۲۰۲۲ به پایان رسید.

## انتشار
در سپتامبر ۲۰۲۳، اعلام شد که لاینزگیت حق پخش فیلم را به دست آورده‌است و برای اکران در سینما در تاریخ ۱ دسامبر ۲۰۲۳ برنامه‌ریزی شد.

## بازخوردها
در وب‌سایت جمع‌آوری نقد راتن تومیتوز از رای ۱۱۲ منتقد، با میانگین امتیاز ۵٫۷ از ۱۰ مثبت هستند. اجماع این وب‌سایت می‌گوید: «شب مرگبار مجدداً تأیید می‌کند که یک فیلم اکشن به دیالوگ زیادی نیاز ندارد، اگر مجموعه‌ها به اندازه کافی محکم باشند – و حتی جان وو درجه دوم نیز می‌تواند ارزش پذیرش را داشته باشد». در متاکریتیک با استفاده از میانگین وزنی، بر اساس ۲۷ منتقد، امتیاز ۵۳ از ۱۰۰ را به فیلم اختصاص داده‌است که نشان دهنده نقدهای «مختلط یا متوسط» است.
تماشاگرانی که توسط سینماسکور مورد بررسی قرار گرفتند به فیلم نمره متوسط "C" را در مقیاس A+ تا F دادند، در حالی که آنهایی که توسط پست‌ترک شرکت کردند ۶۷٪ نمره کلی مثبت به آن دادند و ۳۸٪ گفتند که قطعاً فیلم را توصیه می‌کنند.

### گیشه
در ایالات متحده و کانادا، این فیلم در کنار رنسانس: فیلمی از بیانسه، گودزیلا منهای یک و شیفت اکران شد و در ابتدا پیش‌بینی می‌شد که از ۱۸۷۰ سینما در آخر هفته افتتاحیه خود به فروش ۶ الی ۸ میلیون دلاری دست پیدا کند. پس از کسب ۱ میلیون دلار در روز اول (شامل ۲۵۰ هزار دلار از پیش نمایش‌های پنجشنبه شب)، برآوردها به ۲ تا ۳ میلیون دلار کاهش یافت. این فیلم برای اولین بار به ۳ میلیون دلار رسید و نهم شد.